# Kerry Bishé
Kerry Lynne Bishé (ur. 1 maja 1984 w Nowej Zelandii) – amerykańska aktorka nowozelandzkiego pochodzenia, która wystąpiła m.in. w filmie Operacja Argo i serialach Halt and Catch Fire i Narcos.

## Filmografia

### Filmy
| Rok  | Tytuł                           | Rola           | Uwagi |
| ---- | ------------------------------- | -------------- | ----- |
| 2007 | The Half Life of Mason Lake     | Sarah Rosen    |       |
| 2008 | Szczęśliwy powrót               |                |       |
| 2008 | Seks w wielkim mieście          |                |       |
| 2008 | The Understudy                  | April          |       |
| 2009 | Motherhood                      |                |       |
| 2010 | Miły gość Johnny                | Brooke         |       |
| 2010 | Meskada                         | Emily Cordin   |       |
| 2011 | Czerwony stan                   | Cheyenne       |       |
| 2011 | Indycze rozgrywki               | Kerry          |       |
| 2011 | Newlyweds                       | Linda          |       |
| 2012 | Operacja Argo                   | Kathy Stafford |       |
| 2012 | The Fitzgerald Family Christmas | Sharon         |       |
| 2013 | Goodbye World                   | Lily Palmer    |       |
| 2013 | Wirtuoz                         | Emma Selznick  |       |
| 2013 | Blue Highway                    | Kerry          |       |
| 2016 | Max Rose                        | Annie Rose     |       |
| 2016 | The Ticket                      | Jessica        |       |
| 2016 | Rupture                         | Dianne         |       |
| 2018 | How It Ends                     | Meg            |       |
| 2020 | Godzina zmierzchu               | Lacy Cooper    |       |
| 2021 | Happily                         | Janet          |       |

### Telewizja
| Rok       | Tytuł                     | Rola              | Uwagi               |
| --------- | ------------------------- | ----------------- | ------------------- |
| 2008      | Night Life                | Violet            | film TV             |
| 2009      | Life on Mars              | Eve Flannery      | 1 odc.              |
| 2009      | Bananowy doktor           | Emma Newberg      | 1 odc.              |
| 2009–2010 | Hoży doktorzy             | Lucy Bennett      | gł. obsada, 13 odc. |
| 2014–2017 | Halt and Catch Fire       | Donna Clark       | gł. obsada, 40 odc. |
| 2015      | Bez zasad                 | Sarah             | 2 odc.              |
| 2016      | Billions                  | Elise             | 1 odc.              |
| 2017      | Narcos                    | Cristina Jurado   | 5 odc.              |
| 2018      | The Romanoffs             | Shelly Romanoff   | 1 odc.              |
| 2020      | Amazing Stories           | Mary Ann Whitaker | odc. The Rift       |
| 2020      | Dom grozy: Miasto Aniołów | Molly Finnister   | w gł. obsadzie      |
| 2022      | Super Pumped              | Austin Geidt      | 7 odc.              |